# Marc Anthony
A nu se confunda cu Marc Antoniu, general roman
Marco Antonio Muñiz (n. 16 septembrie 1968, New York City, New York, SUA) cunoscut mai bine după numele de scenă Marc Anthony, este un cântăreț, compozitor, actor și producător american de origine portoricană. Anthony este artistul cu cele mai mari vânzări de salsa tropical din toate timpurile. A primit de două ori premiul Grammy, de cinci ori premiul Grammy Latino și a vândut mai mult de 12 milioane albume în toată lumea. S-a căsătorit cu Jennifer Lopez în 2004, dar cuplul a anunțat separarea lor pe 15 iulie 2011. Divorțul lor a fost definitivat pe 18 iunie 2014.

## Discografie

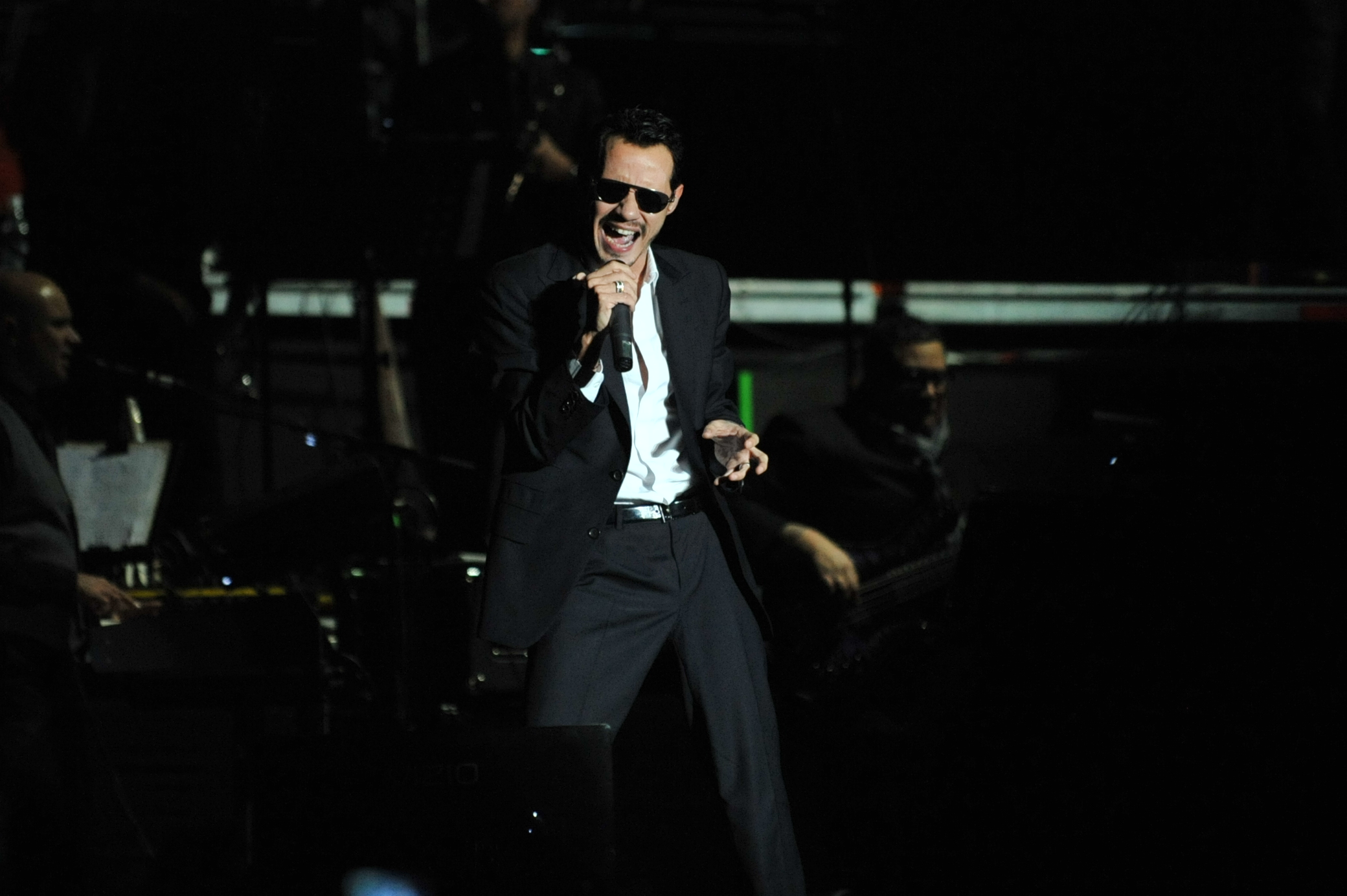
Marc Anthony în 2011

Albume
- 1988: Rebel
- 1991: When the Night is Over
- 1993: Otra Nota
- 1995: Todo a Su Tiempo
- 1997: Contra la Corriente
- 1999: Marc Anthony
- 2001: Libre
- 2002: Mended
- 2004: Amar Sin Mentiras
- 2004: Valió la Pena
- 2007: El Cantante
- 2010: Iconos
- 2013: 3.0

## Filmografie
| An   | Film                           | Rol          | Note |
| ---- | ------------------------------ | ------------ | ---- |
| 1988 | East Side Story                | Flaco        |      |
| 1993 | Carlito's Way                  | Cameo        |      |
| 1994 | Natural Causes                 | Marine Guard |      |
| 1995 | Hackers                        | Agent Kee    |      |
| 1996 | Big Night                      | Cristiano    |      |
| 1996 | The Substitute                 | Juan Lucas   |      |
| 1999 | Bringing Out The Dead          | Noel         |      |
| 2001 | In the Time of the Butterflies | Lio          |      |
| 2004 | Man on Fire                    | Samuel Ramos |      |
| 2007 | El Cantante                    | Héctor Lavoe |      |